# Dario Argento: Il mio cinema
Dario Argento - Il mio cinema è un film documentario per la TV del 1999, ideato e diretto da Luigi Cozzi e incentrato sulla figura di Dario Argento.

## Distribuzione
Il documentario fu trasmesso la prima volta nel novembre 1999 su Tele+, suddiviso in due parti all'interno di una serata-evento dal titolo Notte Argento. In seguito verrà inserito tra gli extra dei DVD esteri di numerosi film di Dario Argento.